# Naim Dhifallah
Naim Dhifallah, né le 12 avril 1982 à Nabeul, est un basketteur tunisien.

## Biographie
Il participe avec l'équipe de Tunisie au championnat du monde 2010.
À l'été 2018, il signe en faveur de l'Étoile sportive du Sahel.
Le 20 décembre 2019, il rejoint l'Étoile sportive de Radès.
Le 17 septembre 2020, il signe avec le Stade nabeulien.
En août 2021, il rejoint la Dalia sportive de Grombalia et quitte l'équipe après les deux premières journées du championnat. Le 14 octobre 2021, il rejoint Ezzahra Sports.
À l'été 2022, il signe pour deux saisons avec le Club africain.
En août 2024, il revient à la Dalia sportive de Grombalia.
En janvier 2025, il retourne à l'Étoile sportive de Radès pour la phase du play-out.

## Carrière
- 1991-2000 : Union sportive El Ansar (Tunisie)
- 2000-2007 : Club africain (Tunisie)
- 2007-2008 : Tala'ea El Geish (Égypte)
- 2008-2010 : Egypt Assurance (Égypte)
- 2010-2011 : Gasco Club (Égypte)
- 2011-2012 (6 mois) : Tala'ea El Geish (Égypte)
- 2011-2012 (6 mois) : Chabab Rif Al Hoceima (Maroc)
- 2012 : Jeunesse sportive kairouanaise[3] (Tunisie)
- 2012-2015 : Club africain (Tunisie)
- 2015-2016 : Union sportive monastirienne (Tunisie)
- 2017 : Al-Ittihad Tripoli[4] (Libye)
- 2016-2018 : Club africain (Tunisie)
- 2018-2019 (18 mois) : Étoile sportive du Sahel (Tunisie)
- 2019-2020 (6 mois) : Étoile sportive de Radès (Tunisie)
- 2020-2021 : Stade nabeulien (Tunisie)
- 2021 (2 matchs) : Dalia sportive de Grombalia (Tunisie)
- 2021-2022 : Ezzahra Sports (Tunisie)
- 2022-2024 : Club africain (Tunisie)
- 2024 (5 mois) : Dalia sportive de Grombalia (Tunisie)
- depuis 2025 : Étoile sportive de Radès (Tunisie)

## Palmarès

### Clubs
- Champion de Tunisie : 2004, 2014, 2015
- Coupe de Tunisie : 2003, 2014, 2015, 2024
- Super Coupe de Tunisie : 2003, 2004, 2014, 2023
- Coupe de la Fédération : 2017
- Médaille d'argent à la coupe arabe des clubs champions 2012 (Libye)
- Médaille de bronze à la coupe d’Afrique des clubs champions 2014

### Sélection nationale
- Médaille d'or au championnat arabe des nations 2008
- Médaille d'or au championnat arabe des nations 2009

### Distinctions personnelles
- Meilleur pivot[5] et joueur[6] du championnat de Tunisie lors de la saison 2022-2023